# Сулехувко
Сулехувко (пол. Sulechówko) — село в Польщі, у гміні Малехово Славенського повіту Західнопоморського воєводства.